# Кордильера-Суббетика
Кордильера-Суббе́тика (исп. Cordillera Subbética) — горы на юге Испании, часть горной системы Кордильера-Бетика.
Высшая точка, Ла-Сагра достигает высоты 2383 м над уровнем моря. Горы протягиваются от мыса Трафальгар и Гибралтара на северо-восток вдоль побережья Андалусии и Мурсии до юга Валенсийского сообщества. Преобладают высоты свыше 1000 м, пики превышают высоту 1500 м, высшие точки — 2000 м.
Севернее Суббетики расположены горы Кордильера-Пребетика, в некоторых источниках обе системы объединяются в одну, либо Пребетика считается подсистемой Суббетики. Ла-Сагра и некоторые вершины относятся к обеим горным системам.